# Twislehope Burn
Der Twislehope Burn ist ein Wasserlauf in den Scottish Borders, Schottland. Er entsteht im Osten des Pike Fell und fließt zunächst in einer nordöstlichen Richtung, die sich am Weiler Twislehope Hope auf eine östliche Richtung ändert. Mit dem Billhope Burn bildet er das Hermitage Water.